# Köblös Elek
Köblös Elek (Sáromberke, 1887. május 12. – Szovjetunió, 1938. október 9.) szerkesztő, publicista, a kommunista mozgalom résztvevője.

## Életútja
A nagyenyedi Bethlen Gábor Kollégiumban négy osztályt végzett, majd asztalosinasnak szegődött Marosvásárhelyen. Az inasévek letöltése (1905) után a famunkás szakszervezet és a Szociáldemokrata Párt tagja lett. Az első világháborúban az olasz fronton harcolt, az 1918-19-es forradalmak idején a Vörös Hadseregben rohamzászlóalj-parancsnok, részt vett a szolnoki harcokban is. Emigránsként előbb Ausztriában, majd Romániában folytatta a munkásmozgalmi tevékenységét, részt vett a Román Kommunista Párt (RKP) alakuló kongresszusán. Letartóztatták, csak 1922-ben szabadult.
Előbb a Maros vidéki munkásság Előre c. hetilapjának egyik szerkesztője, utóbb a bukaresti Munkás központi pártlap felelős kiadója és cikkírója, a Jász Dezső szerkesztette Májusi Emléklap (1923) munkatársa. Az RKP III. kongresszusától (1924) kezdve a párt főtitkára; részt vett a Városi és Falusi Dolgozók Blokkja és az Egységes Szakszervezetek sajtójának irányításában.
1926-ban emigrációba kényszerült, az RKP Csehszlovákiában megalakult Politikai Bürójának tagja. A csehszlovák hatóságok letartóztatták, s a román kormány kiadatását kérte. Megmentésére nemzetközi "Köblös-bizottság" alakult, Henri Barbusse levélben sürgette kiadatásának megtagadását. A párt külföldön tartott IV. kongresszusán a szektás frakció leváltotta tisztségéből (1928). A Szovjetunióba költözött, ahol koholt vádak alapján perbe fogták. Börtönben halt meg. 1956-ban rehabilitálták, s posztumusz az RKP is visszahelyezte politikai jogaiba (1968).